# Cuatro Vientos metróállomás
Cuatro Vientos metróállomás Spanyolország fővárosában, Madridban a madridi metró 10-es vonalán. Tulajdonosa és üzemeltetője a Consorcio Regional de Transportes de Madrid.

## Nevezetességek a közelben
- Museo del Aire (Madrid) - repülőgép-múzeum

## Metróvonalak
Az állomást az alábbi metróvonalak érintik:
- 10-es metróvonal

## Kapcsolódó állomások
A metróállomáshoz az alábbi állomások vannak a legközelebb:
- Joaquín Vilumbrales (Puerta del Sur, 10-es metróvonal)
- Aviación Española (Hospital Infanta Sofía, 10-es metróvonal)